# Музей «Лісова скульптура»
Музей «Лісова скульптура» створено майстром Ігорем Фартушним у 2008 році в селищі Яблунів, Косівський район, Івано-Франківська область, Україна. У ньому діє постійна виставка робіт з коренепластики пана Ігоря.

## Експозиція музею
Експозиція музею складається з робіт майстра, що назбиралися з часом. Всього колекція пана Ігоря налічує більше сотні робіт. Ще більша їх кількість перебуває у процесі обробки. Роботи скульптора багатогранні: це птахи, диво-звірі, реальні та міфічні образи людей.
Відвідувачі музею також мають можливість завітати до майстерні та ознайомитись з процесом роботи над скульптурами. Музей входить до Музейного кола Прикарпаття.

## Про майстра
Ігор Фартушний народився 2 січня 1947 року в селі Серафинці, Городенківський район, Івано-Франківська область. Батьки — педагоги.
Після технікуму МОД (механічна обробка дерева) закінчив Київський педагогічний інститут імені Горького. За фахом — дефектолог (виправлення вроджених і набутих фізичних вад розвитку людини).